# Андреас Тевс
Андреас Тевс (нім. Andreas Tews; нар. 11 вересня 1968, Росток, Мекленбург-Передня Померанія, Німеччина) — німецький боксер, олімпійський чемпіон 1992 року, срібний призер Олімпійських ігор 1988 року, чемпіон Європи (1987).

## Аматорська кар'єра
Андреас Тевс займався боксом з десяти років. 1985 року він став чемпіоном НДР. 1986 року зайняв друге місце на чемпіонаті Європи серед юніорів в найлегшій вазі.
1987 та 1989 року перемагав на чемпіонатах НДР. На чемпіонаті Європи 1987 переміг Ліку Абедіна (Югославія) — 5-0, Андреа Маннаї (Італія) — 4-1 та Яноша Вараді (Угорщина) — 5-0 і став чемпіоном. На Кубку світу 1987 програв у фіналі Кім Гван Сон (Південна Корея).
Олімпійські ігри 1988 
(кат. до 51 кг)
- 1/16 фіналу. Переміг Ван Вейпіня (Китай) — 5-0
- 1/8 фіналу. Переміг Яноша Вараді (Угорщина) — 5-0
- 1/4 фіналу. Переміг Бенаїсса Абеда (Алжир) — 5-0
- 1/2 фіналу. Переміг Маріо Гонсалеса (Мексика) — 5-0
- Фінал. Програв Кім Гван Сон (Південна Корея) — 1-4

Після возз'єднання Німеччини Андреас Тевс двічі (1991, 1992) вигравав звання чемпіона Німеччини.
На чемпіонаті Європи 1991 в категорії до 54 кг, здобувши дві перемоги, вийшов до півфіналу, в якому програв Серафіму Тодорову (Болгарія) — 15-21.
На чемпіонаті світу 1991 в категорії до 57 кг, здобувши дві перемоги, програв у чвертьфіналі Арнальдо Меса (Куба) — 13-17.
Олімпійські ігри 1992 
(кат. до 57 кг)
- 1/16 фіналу. Переміг Киркора Киркорова (Болгарія) — 9-5
- 1/8 фіналу. Переміг Джамеля Ліфа (Франція) — 9-4
- 1/4 фіналу. Переміг Пак Док Гю (Південна Корея) — 17-7
- 1/2 фіналу. Переміг Хосіна Солтані (Алжир) — 11-1
- Фінал. Переміг Фаустіно Реєса (Іспанія) — 16-7

Після Олімпіади 1992 Тевс відхилив пропозиції про перехід до професійного боксу і завершив виступи.